# جیووانی آباته
جیووانی آباته (انگلیسی: Giovanni Abate؛ زادهٔ ۲ ژوئیهٔ ۱۹۸۱) بازیکن فوتبال اهل ایتالیا است.
از باشگاه‌هایی که در آن بازی کرده‌است می‌توان به باشگاه فوتبال آولینو، باشگاه فوتبال تراپانی، باشگاه فوتبال پالرمو، و باشگاه فوتبال برشا اشاره کرد.